# Giovanni Francesco Stoppani
Giovanni Francesco Stoppani (ur. 19 września 1695 w Mediolanie – zm. 18 listopada 1774 w Rzymie) – włoski duchowny, kardynał.

## Życiorys
Studiował na uniwersytecie w Pawii, uzyskując doktorat z prawa rzymskiego i kanonicznego w 1716. W 1730 mianowany generalnym inkwizytorem na wyspie Malta. W 1734 przyjął święcenia kapłańskie, a rok później został tytularnym arcybiskupem Koryntu i nuncjuszem apostolskim w Toskanii (1735-39) i Wenecji (1739-43). 1745 nuncjusz ekstraordynaryjny we Frankfurcie na elekcję nowego cesarza Św. Cesarstwa Rzymskiego. Prezydent Urbino 1747-53.
1753 kreowany kardynałem prezbiterem Santi Silvestro e Martino ai Monti. Legat w Urbino (1754-56) i Romanii (1756-62). Biskup Palestriny od 1763. Sekretarz Świętego Oficjum Inkwizycji od 1770 aż do śmierci. Był członkiem powołanej w 1767 roku przez papieża Klemensa XIII w związku z groźbą przyznania praw dysydentom Kongregacji do Spraw Polskich. Zmarł podczas sediswakancji po śmierci papieża Klemensa XIV.